# Как дома, как дела?
«Как дома, как дела?» — художественный фильм. Последняя роль Фрунзика Мкртчяна.

## Сюжет
О жизни тбилисских ребят в предвоенные и военные годы. Мика провожает на фронт отца и становится старшим ребёнком в семье. На его плечи ложатся заботы о матери и младшем брате. Мика и его друзья разносят письма фронтовиков, помогают семьям погибших. Старый шумный двор с многочисленными обитателями — их родной дом.

## В ролях
- Рамаз Чхиквадзе — дедушка
- Ия Нинидзе — мама
- Мика Джанибекян — Мика
- Абессалом Лория — Гено, сосед-милиционер
- Мзия Квирикашвили — Маро, соседка
- Лия Элиава — Мари, соседка
- Занда Иоселиани — Екатерина, соседка
- Павел Казарян
- Лия Гудадзе — красавица Роза
- Иосеб Джачвлиани — Леван, сосед
- Гиви Джаджанидзе
- Гагик Адилханян — сумасшедший почтальон
- Анатолий Малов
- Марта Грахова — глухонемая женщина в кинотеатре
- Катя Лычёва — Наташа Минаева
- Самвел Иванян
- Фрунзик Мкртчян — Арам
- Тимур Брегвадзе
- Кетеван Цинцадзе
- Коте Чиковани
- Каха Чиковани
- Нугзар Гогодзе — друг Мики
- Георгий Соладзе

## Съёмочная группа
- Автор сценария: Агаси Айвазян
- Режиссёр-постановщик: Самвел Гаспаров
- Оператор-постановщик: Сергей Филиппов
- Художник-постановщик: Кахи Куцишвили
- Композитор: Роберт Амирханян
- Звукооператор: Глеб Кравецкий
- Художник по костюмам: Валентина Олоновская, Галина Жданова
- Художники-гримёры: Марина Бабаева, Эдуард Леонтьев
- Режиссёр: Казбек Бокоев
- Оператор: Е. Майоров
- Редактор: Андрей Иванов
- Монтажёр: Тамара Кривошеина
- Ассистенты:
  - режиссёра: Г. Попов, Н. Хуцишвили
  - оператора: О. Лагодинский, С. Лопатин, Г. Бодрова
- Административная группа: А. Акопян, М. Молотов, А. Ульянов
- Мастер по свету: Д. Маргулян
- Цветоустановщик: Н. Иванушкина
- Инструментальный ансамбль солистов Государственного симфонического оркестра Грузии:
  - дирижёр: Автандил Мамацашвили
- Директор съёмочной группы: Игорь Толстунов